# 日本中東学会
日本中東学会（にほんちゅうとうがっかい、英語: Japan Association for Middle East Studies）は、中近東研究を目的として1985年4月6日に設立された日本の学術団体。現在の会長は黒木英充（東京外国語大学アジア・アフリカ言語文化研究所教授）。会員数713名（2018年3月31日現在）。日本学術会議協力学術研究団体。

## 概要
1984年12月6日発起人会を開催した後、1985年4月6日に東京大学教養学部で開かれた第1回年次大会総会にて正式に設立。
設立趣意書によると、言語、歴史、政治、経済、産業、地理、コミュニケーションといった人文、社会科学の他、自然科学や技術をも含めた諸分野の専門家の学際的協議を図るとしており、地域研究としての中近東研究の組織化を促進する色合いが強い。
そのため会員の研究分野は幅広く、会員全体の3分の1以上を占める歴史学を筆頭に、地域研究や国際関係以外にも、医学、薬学、農学や工学を専攻する理系系統の研究者も僅かながら存在する（2005年4月現在）。研究地域については、アラブ地域と中近東全域で併せて半数近くを占めており、中にはヨーロッパやロシア、旧ソビエト連邦を対象とするケースがある（2005年4月現在）。
類似学術団体に日本イスラム協会（英名:Association for Islamic Studies in Japan、1963年6月設立）があるが、こちらはイスラム教についての調査研究やイスラム諸国との文化交流を目的としており、本会とは趣を若干異にする。

## 発行物

### 機関誌
『日本中東学会年報』（略称:AJAMES）を年2回発行。日本語や英語はもとより、アラビア語やペルシア語、トルコ語をはじめとする、様々な言語による論文が掲載されているのが特徴と言える。現在は中近東やアジア、欧米の研究機関約140カ所に送付されており、会員であれば論文を投稿することが可能。

### ニューズレター
事務局から年数回発行され、学会活動や会員の業績リストなど、中近東関連の各種研究情報を掲載。公式ウェブサイト上に逐一公開されており、最新号は134号（2014年2月13日発行）。

## 歴代会長
- 梅棹忠夫 1985年 - 1991年[3]
- 板垣雄三 1991年 - 1997年[3]
- 佐藤次高 1997年 - 2000年[3]
- 加藤博 2000年 - 2003年[3]
- 小杉泰 2003年 - 2005年[3]
- 三浦徹 2005年 - 2007年[3]
- 私市正年 2007年 - 2009年[6]
- 長澤榮治 2009年 - 2011年[7]
- 臼杵陽 2011年 - 2013年[8]
- 栗田禎子 2013年 - 2015年
- 東長靖 2015年 - 2017年
- 黒木英充 2017年 - 2019年